# Germanenmission
Als Germanenmission bezeichnet man die christliche Missionierung der Germanen in der Spätantike und im Frühmittelalter.

## Spätantike und Völkerwanderungszeit
Im Zuge der konstantinischen Wende zu Beginn des 4. Jahrhunderts und dem folgenden Aufstieg des Christentums zur Staatsreligion unter Theodosius I. im späten 4. Jahrhundert, setzte vermehrt eine Missionstätigkeit innerhalb und außerhalb des Reiches ein. Die erste Begegnung mit dem Christentum hatten die Goten, die sich auf der Balkaninsel nördlich des Unterlaufs der Donau angesiedelt hatten. Sie trafen auf Kriegsgefangene, die in ihrer Gefangenschaft Mission trieben. Schon bald gab es unter den Goten kleine christliche Gemeinschaften, die vom Germanenbischof Wulfila († 383) für den Arianismus gewonnen wurden. Mit seiner Bibelübersetzung machte er den Goten die christliche Botschaft zugänglich. Vor allem die Goten und germanischen Stämme, die im Zuge der Völkerwanderung auf dem Boden des römischen Reiches siedelten, konvertierten oft geschlossen zum Christentum; allerdings in der Regel zum Arianismus, was später zu Problemen mit der römischen Mehrheitsbevölkerung führte, die katholisch war. Von geschichtlicher Bedeutung war die Taufe von Chlodwig I. und einer nicht ganz gesicherten Anzahl von Franken – wahrscheinlich (aber nicht gesichert) im Jahr 498 zum katholischen Bekenntnis. Hier spielte der König eine wichtige Rolle, da mit seinem Übertritt ein Großteil des Stammes übertrat. Im Westgotenreich wiederum setzte König Rekkared I. 589 den Übertritt der Westgoten vom arianischen zum katholischen Bekenntnis um. Eine Missionstätigkeit außerhalb des Römischen Reiches war jedoch bis zum Untergang des Weströmischen Reiches nur sporadisch und kaum zielgerichtet.

## Frühmittelalter
Bis zum Untergang des Weströmischen Reiches konnte das Christentum außerhalb der Reichsgrenzen in Europa nur im keltischen Irland Fuß fassen. Die iroschottische Mission von Teilen Mitteleuropas durch Wandermönche begann im 6. Jahrhundert. Ähnlich war mit dem Wegfall des Kaisers als möglichem Missionsherrn eine staatliche Mission im ehemals römisch kontrollierten Bereich nicht mehr möglich. Erst karolingische Herrscher – umstritten ist, ob möglicherweise auch schon seit dem letzten bedeutenden Merowinger Dagobert I. – nahmen die Missionsarbeit wieder entschlossen auf. Die römische Kirche trat erstmals unter Gregor dem Großen als Missionsleiter im angelsächsischen England auf. Eine gewaltsame Missionierung kam im Frühmittelalter aus kirchlicher Sicht nicht in Frage, wiewohl Gregor auch die Möglichkeit erwog, gegen eine heidnische Obrigkeit, die die Missionierung behinderte, mit Waffengewalt vorzugehen. Ideen, die die späteren Kreuzzüge auch nach Osteuropa inspirierten, stammten aus späterer Zeit.
Die gewaltsame Sachsenmission Karls des Großen führte zur Expansion des Fränkischen Reiches nach Norden und Osten. Die Nordgermanen, insbesondere die Svear (namensgebend für Schweden), entzogen sich der Christianisierung Skandinaviens teilweise bis ins 12. Jahrhundert.